# 安藤健二
安藤 健二（あんどう けんじ、1976年 - ）は、日本のジャーナリスト。ハフィントン・ポストニュース編集者。

## プロフィール
埼玉県浦和市（現・さいたま市）出身。父親が教師の家の二男として生まれる。早稲田大学第一文学部在学中に、ウェブサイト「反動!」を開設。自分の実名を公開した上で、神戸連続児童殺傷事件で犯人の少年の写真や本名を掲載した雑誌の流通自粛に反対していた。
卒業後は産経新聞社に入社。デジタルメディア局やさいたま総局などで記者業務を務める。記者時代の経験（水夏#水夏〜おー・157章〜を参照）をきっかけに、新聞社勤務と並行しながら『封印作品の謎』の執筆を開始。異動を機に、執筆活動に専念するために2004年2月に産経新聞社を退社。フリーランスになり、初単行本『封印作品の謎』を出版した。
その後、BLOGOSを経て、ドワンゴの報道チームで記者となるが、その後報道部門が縮小される。2013年、BLOGOS時代の上司が立ち上げに参画したハフィントン・ポスト日本版に転じ、ニュースエディターとなる。

## 著作
- 『封印作品の謎』太田出版、2004年 - 2007年に加筆と図版の追加を加え『封印作品の謎―ウルトラセブンからブラック・ジャックまで』の題名で大和書房より文庫化された。
- 『封印作品の謎2』太田出版、2006年 - 2007年に加筆と図版の追加を加え『封印作品の闇―キャンディ・キャンディからオバQまで』の題名で大和書房より文庫化された。
- 『封印された『電車男』』太田出版、2005年
- 『封印されたミッキーマウス』 洋泉社、2008年 - 2011年に大幅な加筆修正を加え、河出書房新社より文庫化。「NEVADAちゃんの憂鬱」の章などが削除され、「涼宮ハルヒのモデルは角川春樹？」等の新章が加わっている。
- 『封印作品の憂鬱』洋泉社、2008年
- 『パチンコがアニメだらけになった理由（わけ）』 洋泉社、2011年
- 『ミッキーマウスはなぜ消されたか---核兵器からタイタニックまで封印された10のエピソード』河出文庫 2011
- 『封印作品の謎 -テレビアニメ・特撮編 - 』彩図社文庫、2016年 - 太田出版版の『封印作品の謎』『封印作品の謎2』および『封印作品の憂鬱』を再編の上文庫化したもの。
- 『封印作品の謎 - 少年・少女漫画編 - 』彩図社文庫、2017年 - 太田出版版の『封印作品の謎』『封印作品の謎2』および『封印作品の憂鬱』を再編の上文庫化したもの。